# Makói Panoptikum
A Makói Panoptikum egy kiállítás Makón, ami a Korona Szállóban található.
A panoptikum a település piacterét mutatja be a 20. század eleji állapotában Tóth Ferenc helytörténésznek, a város díszpolgárának útmutatásai alapján. Története a 2006-os Hagymafesztiválig nyúlik vissza, akkor mutatták be először az Első Makói Panoptikum és Látványda névre keresztelt műsort. Az előadás korhű jelmezbe öltözött színészek segítségével rövid jeleneteket mutatott be a régi Makó életéből. 2008 januárjában elkészültek a bábuk és a kiállítási tárgyak. A város önkormányzata pályázati pénzből fedezte a költségeket.
A tárlat a főteret ábrázolja, ahol találkoztak az aradi, hódmezővásárhelyi és szegedi utak. Különleges adottságának köszönhetően évszázadokon keresztül a társasági élet központja volt. Itt cserélt gazdát a zöldség, mindenféle áru, de még a házicseléd is.
A kiállításon a díszleten és bábukon túl régi képeslapok, archív felvételek, a főtér makettje is megtalálható. Elektronikus formában a látogatók hagymás ételek receptjei között böngészhetnek, de megismerhetik a város történelmét is.
Az önkormányzat szándékai szerint a panoptikumot még legalább öt másik jelenettel bővítené, és tervek között szerepel, hogy végleges helyet kapjon a kiállítás.